# Homebound
Homebound – drugi album grupy House of Krazees wydany w czerwcu 1994 roku.
Początkowo album miał zostać wydany nakładem wytwórni muzycznej „Mazz Musik”, pod nazwą „Return Of The Mad Men”, jednak gdy materiał został nagrany „Mazz Musik” wycofała się z umowy. Scott Chapman, który wspólnie z The R.O.C. zajął się produkcją, wyszedł z inicjatywą sfinansowania albumu, jednak ze względu na ograniczone środki byli w stanie wydać tylko 200 sztuk i tylko na kasecie, wtedy też zmieniono nazwę EP’ki na „Homebound”. W 2004 roku album został wydany ponownie nakładem Psychopathic Records.

## Lista utworów
| #  | Tytuł                      |
| -- | -------------------------- |
| 1  | „No One Can Do It Better”  |
| 2  | „House Of Krazees (Remix)” |
| 3  | „Home On Deranged”         |
| 4  | „Ya Played Yaself”         |
| 5  | „Return Of The Madman”     |
| 6  | „Homebound”                |
| 7  | „FX”                       |
| 8  | „Dead By Dawn”             |
| 9  | „Pigskinna 2               |
| 10 | „Comin’ Of The Pumpkin”    |